# 塚本毅
塚本 毅（つかもと たけし、1947年5月28日 - ）は、日本の実業家。元帝国ホテル専務取締役東京総支配人、元インペリアルエンタープライズ（現･帝国ホテルエンタープライズ）取締役、元帝国ホテルサービス取締役、元帝国ホテルハイヤー取締役、元インペリアル・キッチン（現･帝国ホテルキッチン）取締役。

## 人物・経歴
1947年5月北海道函館市生まれ。1970年千葉商科大学商経学部卒業。株式会社帝国ホテル入社。 1992年営業企画室長、1997年宿泊部長、1999年宴会部長、2001年取締役企画部長、株式会社インペリアルエンタープライズ（現･株式会社帝国ホテルエンタープライズ）取締役、株式会社帝国ホテルサービス取締役、帝国ホテルハイヤー株式会社取締役、株式会社インペリアル・キッチン（現･株式会社帝国ホテルキッチン）取締役、2003年株式会社帝国ホテル東京営業部長、2004年常務取締役帝国ホテル東京総支配人、2005年専務取締役帝国ホテル東京総支配人、2009年顧問就任。